# Гануш Шольц
Гануш Шольц (Ганс Шольц, Ян Шольц, Йоган Шольц; ?, Ляндсберг, Прусське герцогство, нині Ґурово Ілавецьке, Польща — не раніше 1615) — німецький різьбяр, який працював у Буську, Львові.

## Життєпис
Народився в м. Ляндсбергу в Прусському герцогстві (нині Ґурово Ілавецьке, Вармінсько-Мазурське воєводство, Польща). У деяких ЗМІ стверджують, що він походив із Вроцлава, чи із Сілезії.
Навчався різьбленню в Королевці (нині Калінінград) під керівництвом невідомого цехового майстра. Протягом певного часу перебував у Буську, де, ймовірно, виконував різьби в дереві для церковних іконостасів (відомість, що він був «incola Buscensis», походить із львівських міських книг 1618 року). У 1612 році згаданий у львівських міських книгах як «сницар Гануш (Ян)». 
Жодна з його робіт не є підтверджена архівно чи має сигнатуру (підпис). Йому приписують роботи з декорації каплиці Боїмів у другій фазі її спорудження (1613—1615). Працями Шольца й помічників, ймовірно, є:
- декорація західного фасаду та багате оздоблення інтер'єру каплиці Боїмів, яке опирається на богословське переосмислення задуму (його автором, найпевніше, був львівський канонік і декан о. Валентій Варґоцький (Walenty Wargocki))[1];
- група «Хрещення Ісуса Христа» на наріжнику кам'яниці Шольц-Вольфовичів[1].

Одразу після закінчення робіт з декорації каплиці Боїмів виник конфлікт між Шольцом і його помічниками.